# Pareulype sineliturata
Pareulype sineliturata là một loài bướm đêm trong họ Geometridae.